# Elim (Bíblia)

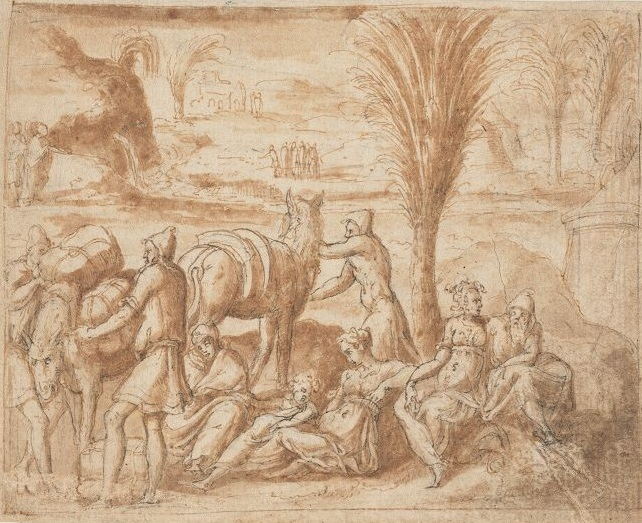
Hebreus acampando.

Elim (em hebraico: אֵילִם, 'êlim) foi um dos lugares onde os israelitas acamparam após o seu Êxodo do Egito. Ele é referenciado em Êxodo 15:27 e Números 33:9 como um lugar onde "havia 12 poços de água e 70 palmeiras", e que os israelitas "acamparam ali perto da água".
A partir da informação que pode ser adquirida a partir de Êxodo 15:23, Êxodo 16:1 e Números 33:9–11, Elim é descrito como estando entre Mara e o deserto de Sim, perto da costa oriental do Mar Vermelho. Ele estava possivelmente ao sul do ponto de passagem dos israelitas, e ao oeste do deserto de Sim. Assim, Elim geralmente é pensado para ter sido localizado no Wadi Gharandel, um oásis a 100 km ao sudeste de Suez.
O professor Menashe Har-El da Universidade de Tel Aviv (1968) propôs que Elim fosse `Ayun Musa "as fontes/poços de Moisés". Ele observou que, em 1907, o geólogo Thomas Barron tinha observado que 12 nascentes existiam neste local, juntamente com palmeiras. O professor James K. Hoffmeier discorda com base de que é muito próximo ao local anterior (doze quilômetros) e exigiria que os próximos quatro locais (usando o itinerário de Números) para ser compactado em apenas 38 km.
O Livro do Êxodo registra também que depois de deixar Elim, um mês desde que deixou o Egito, os israelitas foram para o Monte Sinai, através do deserto de Sim. Existe a possibilidade de que o nome "Elim" seja derivado da raiz semítica "deuses", mas isso não pode ser mais fundamentada (ver El).
Vários ministérios de misericórdia, cristãs e de outras religiões, adotaram o nome Elim, o mais proeminente da Igreja Pentecostal Elim.
| Estação Anterior: Mara | O Êxodo Lista de estações | Próxima Estação: Pelo Mar Vermelho |